# Meisje
Ne doit pas être confondu avec Meisjes.
Meisje (terme néerlandais pour La Fille) est un film belge de 2002 réalisé par Dorothée Van Den Berghe.
Ce film, le premier long métrage de Dorothée Van Den Berghe, est également celui qui a offert à Matthias Schoenaerts et à Nico Sturm (nl) leurs premiers rôles principaux.

## Synopsis
Muriel quitte son village natal pour Bruxelles, où elle espère obtenir un emploi comme guide de musée. Elle loue une chambre chez Laura une femme insouciante. Mais Muriel, peu délurée, ira de désillusions en désillusions.

## Fiche technique
- Réalisation : Dorothée Van Den Berghe
- Scénario : Peter van Kraaij, Dorothée Van Den Berghe
- Producteurs : Jan Declercq, Dominique Janne, Alexander Vandeputte
- Musique originale : Daan Stuyven (comme Daan)
- Image : Jan Vancaillie
- Montage : Menno Boerema
- Création des décors : Johan Van Essche
- Dates de sortie :
  - Suisse : 4 août 2002 (Festival international du film de Locarno)
  - Belgique : 4 septembre 2002
- Durée : 91 minutes

## Production

### Lieux de tournage
- Bruxelles
- Anvers

## Distribution
- Charlotte Vanden Eynde : Muriel
- Els Dottermans : Laura
- Frieda Pittoors : Martha
- Matthias Schoenaerts : Oscar
- Wim Opbrouck : Alain
- Nico Sturm (nl) : Luc
- Lori Bosmans : la fille d'Alain
- Valentijn Dhaenens : Disco boy 1
- Ina Geerts : la prostituée
- Mathieu Ha : Senzi
- Krijn Hermans : l'assistant du conservateur
- Viviane de Muynck : la mère d'Oscar
- Luc Nuyens : l'nfirmière
- Wouter Rosiers : le fils d'Alain
- Mathijs Scheepers : Disco boy 2
- Arthur Semay : le père d'Oscar
- Willy Thomas : le préposé
- Alice Toen : la mère de Laura
- Clara Van den Broeck : le guide du musée
- Dirk Van Dijck : le père de Muriel
- Steven van Watermeulen : le conservateur
- Jos Verbist : Daan
- Mieke Verdin : la policière

## Distinctions
- Charlotte Vanden Eynde et Els Dottermans furent nommées dans la catégorie meilleure actrice pour le prix Joseph Plateau 2002. Ce fut Els Dottermans qui remporta le prix au début 2003.
- Daan Stuyven a obtenu le prix Joseph Plateau de la meilleure musique de film.

Le film, la réalisatrice Dorothée Van Den Berghe et l'actrice Charlotte Vanden Eynde ont remporté des prix au Festival international du film d'Amiens et à celui de Locarno.
Meisje a été sélectionné dans une cinquantaine de festivals comme ceux de Montréal, Valladolid, Rotterdam, Göteborg, Buenos Aires, Hong Kong, Taormine, Rabat, Karlovy Vary et Vancouver.